# Clavulinopsis
Clavulinopsis Overeem (goździeniowiec) – rodzaj grzybów z rodziny goździeńcowatych (Clavariaceae).

## Systematyka i nazewnictwo
Pozycja w klasyfikacji: Clavariaceae, Agaricales, Agaricomycetidae, Agaricomycetes, Agaricomycotina, Basidiomycota, Fungi (według Index Fungorum).
Takson utworzył w 1923 roku Casper van Overeem. Gatunkiem typowym jest Clavulinopsis sulcata Overeem. Synonimy naukowe: Cornicularia Bonord., Donkella Doty, Ramaria Holmsk.
Polską nazwę nadał Władysław Wojewoda w 2003 r. W polskim piśmiennictwie mykologicznym należące do tego rodzaju gatunki opisywane były także jako płaskosz, goździeniec i koralowiec.
Gatunki występujące w Polsce:
- Clavulinopsis corniculata (Schaeff.) Corner 1950 – goździeniowiec mączny
- Clavulinopsis fusiformis (Sowerby) Corner 1950 – goździeniowiec wrzecionowaty
- Clavulinopsis helvola (Pers.) Corner 1950 – goździeniowiec miodowy
- Clavulinopsis hisingeri (P. Karst.) D.A. Reid 1962[4]
- Clavulinopsis laeticolor (Berk. & M.A. Curtis) R.H. Petersen 1965 – goździeniowiec piękny
- Clavulinopsis luteoalba (Rea) Corner 1950 – goździeniowiec żółtobiały
- Clavulinopsis luteo-ochracea (Cavara) Corner 1950[5]
- Clavulinopsis luticola (Lasch) Corner 1950 – goździeniowiec żółtobrązowawy
- Clavulinopsis subarctica (Pilát) Jülich 1985[5]
- Clavulinopsis umbrinella (Sacc.) Corner 1950[4]

Nazwy naukowe na podstawie Index Fungorum. Nazwy polskie i wykaz gatunków według Władysława Wojewody i innych.